# Sonia Paquette
Sonia Paquette, född 7 februari 1973, är en friidrottare från Kanada. Hon deltog vid olympiska sommarspelen 1996.